# カール・ヘンリー (サッカー選手)
カール・リーヴァイ・ダニエル・ヘンリー（Karl Levi Daniel Henry、1982年11月26日 - ）は、イングランド・ウルヴァーハンプトン出身の元プロサッカー選手。現役時代のポジションは、ミッドフィールダー。

## 経歴

### クラブ
2017年9月、チャンピオンシップのボルトン・ワンダラーズFCと単年契約を結んだ。
2018年12月にブラッドフォード・シティAFCを退団してからは無所属の状態がつづいていたが、2019年8月に現役引退を表明した。

### 代表
世代別のイングランド代表歴がある。

## タイトル
ウルヴァーハンプトン
- フットボールリーグ・チャンピオンシップ: 2008–09